# CONCACAF Nations League 2024-2025
La CONCACAF Nations League 2024-2025 è stata la quarta edizione della CONCACAF Nations League. La fase a gironi del torneo è iniziata il 2 settembre 2024 e la fase finale, che ha decretato i campioni, si è svolta nel marzo 2025.
La Nations League è stata utilizzata anche come meccanismo di qualificazione delle squadre CONCACAF alla CONCACAF Gold Cup 2025: le vincitrici dei quarti di finale della Lega A e le quattro vincitrici dei rispettivi gironi della Lega B si qualificano direttamente al torneo, mentre le perdenti dei quarti di finale, le due terze e le due quarte classificate dei gironi della Lega A, le due migliori seconde della Lega B e le vincitrici degli spareggi accedono alle qualificazioni apposite.

## Formula
La Lega A è composta da 16 squadre con accesso ai quarti di finale. Le quattro squadre con il ranking più alto accedono direttamente ai quarti di finale, mentre le restanti 12 squadre sono raggruppate in due gironi da sei squadre dove ognuna di essere giocherà 4 partite (due in casa e due in trasferta). Le prime e seconde classificate dei due gironi passano ai quarti di finale dove affronteranno le migliori quattro squadre già classificate in partite di andata e ritorno; le quattro vincitrici accedono alla fase finale che consiste in gare a eliminazione diretta con semifinali, finale per il terzo posto e finale.
La Lega A serve anche per decretare le sei squadre CONCACAF qualificatesi alla CONCACAF Gold Cup 2025 con un meccanismo ancora da annunciare.
La Lega B è composta 16 squadre suddivise in 4 giorni da 4 squadre con partite di andata e ritorno, e la Lega C da 9 squadre suddivise in 3 gironi da 3 squadre, con partite di andata e ritorno.
Le vincitrici dei gironi delle Leghe B e C e la migliore seconda classificata della Lega C conseguono la promozione nella Lega immediatamente superiore. Le ultime due classificate dei gironi della Lega A e l'ultima classificata dei gironi della Lega B retrocedono nella Lega immediatamente inferiore.

## Date
Di seguito è riportato il programma della CONCACAF Nations League 2024-2025
| Fase                     | Fase       | Fase             | Data                |
| Lega A                   | Lega B     | Lega C           | Data                |
| ------------------------ | ---------- | ---------------- | ------------------- |
| Giornata 1               | Giornata 1 | Giornata 1       | 2–10 settembre 2024 |
| Giornata 2               | Giornata 2 | Giornata 2       | 2–10 settembre 2024 |
| —                        | —          | Giornata 3       | 2–10 settembre 2024 |
| Giornata 3               | Giornata 3 | Giornata 4       | 7–15 ottobre 2024   |
| Giornata 4               | Giornata 4 | Giornata 5       | 7–15 ottobre 2024   |
| —                        | —          | Giornata 6       | 7–15 ottobre 2024   |
| Andata quarti di finale  | Giornata 5 | Andata spareggi  | 11–19 novembre 2024 |
| Ritorno quarti di finale | Giornata 6 | Ritorno spareggi | 11–19 novembre 2024 |
| Semifinali               |            |                  | 20 marzo 2025       |
| Finale 3º posto          |            |                  | 23 marzo 2025       |
| Finale                   |            |                  | 23 marzo 2025       |

## Fase a gironi

### Sorteggio dei gruppi
Il sorteggio si è svolto il 6 maggio. Le 41 squadre CONCACAF sono divise nelle tre leghe in base ai risultati della stagione precedente, le urne sono state create basandosi sul ranking della scorsa edizione.
| Urna | Squadra           | Pt    | Rank |
| ---- | ----------------- | ----- | ---- |
| QF   | Messico           | 1.907 | 1    |
| QF   | Stati Uniti       | 1.849 | 2    |
| QF   | Panama            | 1.737 | 3    |
| QF   | Canada            | 1.710 | 4    |
| 1    | Giamaica          | 1.677 | 5    |
| 1    | Costa Rica        | 1.621 | 6    |
| 2    | Honduras          | 1.431 | 7    |
| 2    | Guatemala         | 1.325 | 9    |
| 3    | Trinidad e Tobago | 1.344 | 10   |
| 3    | Martinica         | 1.322 | 11   |
| 4    | Cuba              | 1.158 | 13   |
| 4    | Guadalupa         | 1.119 | 15   |
| 5    | Nicaragua         | 1.112 | 16   |
| 5    | Suriname          | 1.070 | 17   |
| 6    | Guyana francese   | 1.058 | 18   |
| 6    | Guyana            | 1.054 | 19   |

| Urna | Squadra                   | Pt    | Rank |
| ---- | ------------------------- | ----- | ---- |
| 1    | Haiti                     | 1.409 | 8    |
| 1    | El Salvador               | 1.230 | 12   |
| 1    | Curaçao                   | 1.134 | 14   |
| 1    | Rep. Dominicana           | 933   | 20   |
| 2    | Bermuda                   | 854   | 21   |
| 2    | Porto Rico                | 849   | 22   |
| 2    | Montserrat                | 815   | 23   |
| 2    | Saint Lucia               | 798   | 24   |
| 3    | Grenada                   | 774   | 26   |
| 3    | Saint Vincent e Grenadine | 769   | 27   |
| 3    | Antigua e Barbuda         | 768   | 28   |
| 3    | Aruba                     | 641   | 30   |
| 4    | Dominica                  | 638   | 31   |
| 4    | Bonaire                   | 590   | 32   |
| 4    | Saint-Martin              | 522   | 34   |
| 4    | Sint Maarten              | 487   | 35   |

| Urna | Squadra                   | Pt  | Rank |
| ---- | ------------------------- | --- | ---- |
| 1    | Saint Kitts e Nevis       | 779 | 25   |
| 1    | Belize                    | 737 | 29   |
| 1    | Barbados                  | 558 | 33   |
| 2    | Bahamas                   | 479 | 36   |
| 2    | Isole Cayman              | 393 | 37   |
| 2    | Turks e Caicos            | 324 | 38   |
| 3    | Isole Vergini Britanniche | 207 | 39   |
| 3    | Isole Vergini Americane   | 155 | 40   |
| 3    | Anguilla                  | 150 | 41   |

### Lega A

#### Gruppo A
| Squadra    | Pt | G | V | N | P | GF | GS | DG |
| ---------- | -- | - | - | - | - | -- | -- | -- |
| Costa Rica | 8  | 4 | 2 | 2 | 0 | 7  | 1  | +6 |
| Suriname   | 7  | 4 | 2 | 1 | 1 | 9  | 4  | +5 |
| Guatemala  | 7  | 4 | 2 | 1 | 1 | 6  | 5  | +1 |
| Martinica  | 5  | 4 | 1 | 2 | 1 | 4  | 5  | -1 |
| Guadalupa  | 4  | 4 | 1 | 1 | 2 | 1  | 4  | -3 |
| Guyana     | 1  | 4 | 0 | 1 | 3 | 5  | 13 | -8 |

| Squadra    | Costa Rica (bandiera) | Guatemala (bandiera) | Martinica (bandiera) | Guadalupa (bandiera) | Suriname (bandiera) | Guyana (bandiera) |
| ---------- | --------------------- | -------------------- | -------------------- | -------------------- | ------------------- | ----------------- |
| Costa Rica |                       | 3 – 0                |                      | 3 – 0                |                     |                   |
| Guatemala  | 0 – 0                 |                      | 3 – 1                |                      |                     |                   |
| Martinica  |                       |                      |                      | 0 – 0                |                     | 2 – 2             |
| Guadalupa  |                       |                      | 0 – 1                |                      | 1 – 0               |                   |
| Suriname   | 1 – 1                 |                      |                      |                      |                     | 5 – 1             |
| Guyana     |                       | 1 – 3                |                      |                      | 1 – 3               |                   |

#### Gruppo B
| Squadra           | Pt | G | V | N | P | GF | GS | DG |
| ----------------- | -- | - | - | - | - | -- | -- | -- |
| Giamaica          | 8  | 4 | 2 | 2 | 0 | 4  | 1  | +3 |
| Honduras          | 7  | 4 | 2 | 1 | 1 | 8  | 4  | +4 |
| Nicaragua         | 7  | 4 | 2 | 1 | 1 | 5  | 5  | 0  |
| Trinidad e Tobago | 5  | 4 | 1 | 2 | 1 | 5  | 7  | -2 |
| Cuba              | 3  | 4 | 0 | 3 | 1 | 4  | 6  | -2 |
| Guyana francese   | 1  | 4 | 0 | 1 | 3 | 4  | 7  | -3 |

| Squadra           | Giamaica (bandiera) | Honduras (bandiera) | Trinidad e Tobago (bandiera) | Cuba (bandiera) | Nicaragua (bandiera) | Guyana francese (bandiera) |
| ----------------- | ------------------- | ------------------- | ---------------------------- | --------------- | -------------------- | -------------------------- |
| Giamaica          |                     | 0 – 0               |                              | 0 – 0           |                      |                            |
| Honduras          | 1 – 2               |                     | 4 – 0                        |                 |                      |                            |
| Trinidad e Tobago |                     |                     |                              | 3 – 1           |                      | 0 – 0                      |
| Cuba              |                     |                     | 2 – 2                        |                 | 1 – 1                |                            |
| Nicaragua         | 0 – 2               |                     |                              |                 |                      | 3 – 2                      |
| Guyana francese   |                     | 2 – 3               |                              |                 | 0 – 1                |                            |

#### Quarti di finale
Le prime due classificate di ogni girone accedono ai quarti di finale dove nella finestra di novembre 2024 affrontano le quattro squadre con ranking più alto già qualificate in partite di andata e ritorno. A ottobre 2024 la CONCACAF ha reso noti gli accoppiamenti.
| Squadra 1  | Totale | Squadra 2   | Andata | Ritorno |
| ---------- | ------ | ----------- | ------ | ------- |
| Costa Rica | 2 - 3  | Panama      | 0 - 1  | 2 - 2   |
| Giamaica   | 2 - 5  | Stati Uniti | 0 - 1  | 2 - 4   |
| Suriname   | 0 - 4  | Canada      | 0 - 1  | 0 - 3   |
| Honduras   | 2 - 4  | Messico     | 2 - 0  | 0 - 4   |

#### Fase Finale
Per determinare gli accoppiamenti delle semifinali sarà stilata una classifica in base ai risultati delle quattro vincitrici dei quarti di finale; la prima classificata affronta la quarta classificata e la seconda classificata affronta la terza classificata.
| Squadra     | Pt | G | V | N | P | GF | GS | DG |
| ----------- | -- | - | - | - | - | -- | -- | -- |
| Canada      | 6  | 2 | 2 | 0 | 0 | 4  | 0  | +4 |
| Stati Uniti | 6  | 2 | 2 | 0 | 0 | 5  | 2  | +3 |
| Panama      | 4  | 2 | 1 | 1 | 0 | 3  | 2  | +1 |
| Messico     | 3  | 2 | 1 | 0 | 1 | 4  | 2  | +2 |

### Lega B

#### Gruppo A
| Squadra                   | Pt | G | V | N | P | GF | GS | DG |
| ------------------------- | -- | - | - | - | - | -- | -- | -- |
| El Salvador               | 15 | 6 | 5 | 0 | 1 | 12 | 6  | +6 |
| Saint Vincent e Grenadine | 13 | 6 | 4 | 1 | 1 | 12 | 7  | +5 |
| Bonaire                   | 4  | 6 | 1 | 1 | 4 | 4  | 8  | -4 |
| Montserrat                | 3  | 6 | 1 | 0 | 5 | 3  | 10 | -7 |

| Squadra                   | El Salvador (bandiera) | Montserrat (bandiera) | Saint Vincent e Grenadine (bandiera) | Bonaire (bandiera) |
| ------------------------- | ---------------------- | --------------------- | ------------------------------------ | ------------------ |
| El Salvador               |                        | 1 – 0                 | 1 – 2                                | 2 – 1              |
| Montserrat                | 1 – 4                  |                       | 1 – 2                                | 0 – 1              |
| Saint Vincent e Grenadine | 2 – 3                  | 2 – 0                 |                                      | 3 – 1              |
| Bonaire                   | 0 – 1                  | 0 – 1                 | 1 – 1                                |                    |

#### Gruppo B
| Squadra      | Pt | G | V | N | P | GF | GS | DG  |
| ------------ | -- | - | - | - | - | -- | -- | --- |
| Curaçao      | 13 | 6 | 4 | 1 | 1 | 15 | 3  | +12 |
| Saint Lucia  | 9  | 6 | 3 | 0 | 3 | 7  | 15 | -8  |
| Grenada      | 7  | 6 | 2 | 1 | 3 | 7  | 6  | +1  |
| Saint-Martin | 6  | 6 | 2 | 0 | 4 | 8  | 13 | -5  |

| Squadra      | Curaçao (bandiera) | Saint Lucia (bandiera) | Grenada (bandiera) | Saint-Martin (bandiera) |
| ------------ | ------------------ | ---------------------- | ------------------ | ----------------------- |
| Curaçao      |                    | 4 – 1                  | 1 – 0              | 4 – 0                   |
| Saint Lucia  | 2 – 1              |                        | 0 – 4              | 0 – 4                   |
| Grenada      | 0 – 0              | 1 – 2                  |                    | 0 – 3                   |
| Saint-Martin | 0 – 5              | 1 – 2                  | 0 – 2              |                         |

#### Gruppo C
| Squadra      | Pt | G | V | N | P | GF | GS | DG  |
| ------------ | -- | - | - | - | - | -- | -- | --- |
| Haiti        | 18 | 6 | 6 | 0 | 0 | 29 | 5  | +24 |
| Porto Rico   | 9  | 6 | 3 | 0 | 3 | 11 | 12 | -1  |
| Sint Maarten | 9  | 6 | 3 | 0 | 3 | 7  | 18 | -11 |
| Aruba        | 0  | 6 | 0 | 0 | 6 | 5  | 17 | -12 |

| Squadra      | Haiti (bandiera) | Porto Rico (bandiera) | Aruba (bandiera) | Sint Maarten (bandiera) |
| ------------ | ---------------- | --------------------- | ---------------- | ----------------------- |
| Haiti        |                  | 3 – 0                 | 5 – 3            | 6 – 0                   |
| Porto Rico   | 1 – 4            |                       | 5 – 1            | 2 – 1                   |
| Aruba        | 1 – 3            | 0 – 1                 |                  | 0 – 1                   |
| Sint Maarten | 0 – 8            | 3 – 2                 | 2 – 0            |                         |

#### Gruppo D
| Squadra           | Pt | G | V | N | P | GF | GS | DG  |
| ----------------- | -- | - | - | - | - | -- | -- | --- |
| Rep. Dominicana   | 18 | 6 | 6 | 0 | 0 | 27 | 4  | +23 |
| Bermuda           | 12 | 6 | 4 | 0 | 2 | 15 | 13 | +2  |
| Dominica          | 4  | 6 | 1 | 1 | 4 | 6  | 18 | -12 |
| Antigua e Barbuda | 1  | 6 | 0 | 1 | 5 | 2  | 15 | -13 |

| Squadra           | Rep. Dominicana (bandiera) | Bermuda (bandiera) | Antigua e Barbuda (bandiera) | Dominica (bandiera) |
| ----------------- | -------------------------- | ------------------ | ---------------------------- | ------------------- |
| Rep. Dominicana   |                            | 6 – 1              | 5 – 0                        | 2 – 0               |
| Bermuda           | 2 – 3                      |                    | 2 – 1                        | 3 – 2               |
| Antigua e Barbuda | 0 – 5                      | 0 – 1              |                              | 0 – 0               |
| Dominica          | 1 – 6                      | 1 – 6              | 2 – 1                        |                     |

### Lega C

#### Gruppo A
| Squadra                 | Pt | G | V | N | P | GF | GS | DG  |
| ----------------------- | -- | - | - | - | - | -- | -- | --- |
| Barbados                | 12 | 4 | 4 | 0 | 0 | 17 | 4  | +13 |
| Bahamas                 | 4  | 4 | 1 | 1 | 2 | 10 | 13 | -3  |
| Isole Vergini Americane | 1  | 4 | 0 | 1 | 3 | 4  | 14 | -10 |

| Squadra                 | Barbados (bandiera) | Bahamas (bandiera) | Isole Vergini Americane (bandiera) |
| ----------------------- | ------------------- | ------------------ | ---------------------------------- |
| Barbados                |                     | 6 – 2              | 3 – 0                              |
| Bahamas                 | 2 – 3               |                    | 3 – 1                              |
| Isole Vergini Americane | 0 – 5               | 3 – 3              |                                    |

#### Gruppo B
| Squadra        | Pt | G | V | N | P | GF | GS | DG |
| -------------- | -- | - | - | - | - | -- | -- | -- |
| Belize         | 12 | 4 | 4 | 0 | 0 | 9  | 0  | +9 |
| Anguilla       | 3  | 4 | 1 | 0 | 3 | 3  | 4  | -1 |
| Turks e Caicos | 3  | 4 | 1 | 0 | 3 | 2  | 10 | -8 |

| Squadra        | Belize (bandiera) | Turks e Caicos (bandiera) | Anguilla (bandiera) |
| -------------- | ----------------- | ------------------------- | ------------------- |
| Belize         |                   | 3 – 0                     | 1 – 0               |
| Turks e Caicos | 0 – 4             |                           | 2 – 1               |
| Anguilla       | 0 – 1             | 2 – 0                     |                     |

#### Gruppo C
| Squadra                   | Pt | G | V | N | P | GF | GS | DG |
| ------------------------- | -- | - | - | - | - | -- | -- | -- |
| Saint Kitts e Nevis       | 10 | 4 | 3 | 1 | 0 | 10 | 3  | +7 |
| Isole Cayman              | 7  | 4 | 2 | 1 | 1 | 4  | 5  | -1 |
| Isole Vergini Britanniche | 0  | 4 | 0 | 0 | 4 | 1  | 7  | -6 |

| Squadra                   | Saint Kitts e Nevis (bandiera) | Isole Cayman (bandiera) | Isole Vergini Britanniche (bandiera) |
| ------------------------- | ------------------------------ | ----------------------- | ------------------------------------ |
| Saint Kitts e Nevis       |                                | 1 – 1                   | 2 – 0                                |
| Isole Cayman              | 1 – 4                          |                         | 1 – 0                                |
| Isole Vergini Britanniche | 1 – 3                          | 0 – 1                   |                                      |

#### Raffronto seconde classificate
La miglior seconda classificata della Lega C è promossa nella Lega B.
| Squadra      | Pt | G | V | N | P | GF | GS | DR | Gruppo |
| ------------ | -- | - | - | - | - | -- | -- | -- | ------ |
| Isole Cayman | 7  | 4 | 2 | 1 | 1 | 4  | 5  | -1 | C      |
| Bahamas      | 4  | 4 | 1 | 1 | 2 | 10 | 13 | -3 | A      |
| Anguilla     | 3  | 4 | 1 | 0 | 3 | 3  | 4  | -1 | B      |

#### Spareggi
Agli spareggi hanno partecipato le quinte e seste classificate della Lega A e le vincitrici dei gironi della Lega C più la migliore seconda. Le quattro vincitrici si qualificano alle qualificazioni per la CONCACAF Gold Cup 2025.

Le gare di andata si giocano dal 14 al 15 novembre, mentre le gare di ritorno il 18 novembre 2024.
| Squadra 1           | Totale | Squadra 2       | Andata | Ritorno |
| ------------------- | ------ | --------------- | ------ | ------- |
| Isole Cayman        | 0 - 7  | Guadalupa       | 0 - 6  | 0 - 1   |
| Saint Kitts e Nevis | 2 - 5  | Cuba            | 2 - 1  | 0 - 4   |
| Belize              | 4 - 3  | Guyana francese | 2 - 1  | 2 - 2   |
| Barbados            | 4 - 9  | Guyana          | 1 - 4  | 3 - 5   |

## Fase finale

### Quarti di finale
Gli accoppiamenti dei quarti di finale sono stabiliti utilizzando il ranking della CONCACAF aggiornata dopo le partite internazionali di ottobre 2024 per le quattro squadre teste di serie, mentre i risultati della fase a gironi determineranno il raffronto tra le vincitrici e le seconde classificate di ciascun girone.
| Pos. | Squadra     | Pt    | Rank |
| ---- | ----------- | ----- | ---- |
| 1    | Messico     | 1.900 | 1    |
| 2    | Canada      | 1.807 | 2    |
| 3    | Stati Uniti | 1.776 | 3    |
| 4    | Panama      | 1.730 | 4    |

Vincitrici gruppi e seconde classificate
| Squadra    | Pt | G | V | N | P | GF | GS | DG |
| ---------- | -- | - | - | - | - | -- | -- | -- |
| Costa Rica | 8  | 4 | 2 | 2 | 0 | 7  | 1  | +6 |
| Giamaica   | 8  | 4 | 2 | 2 | 0 | 4  | 1  | +3 |
| Suriname   | 7  | 4 | 2 | 1 | 1 | 9  | 4  | +5 |
| Honduras   | 7  | 4 | 2 | 1 | 1 | 8  | 4  | +4 |

Le gare di andata si giocano dal 14 al 15 novembre, mentre le gare di ritorno il 18 novembre 2024.
| Squadra 1  | Totale | Squadra 2   | Andata | Ritorno |
| ---------- | ------ | ----------- | ------ | ------- |
| Costa Rica | 2 - 3  | Panama      | 0 - 1  | 2 - 2   |
| Giamaica   | 2 - 5  | Stati Uniti | 0 - 1  | 2 - 4   |
| Suriname   | 0 - 4  | Canada      | 0 - 1  | 0 - 3   |
| Honduras   | 2 - 4  | Messico     | 2 - 0  | 0 - 4   |

### Finals
Le quattro vincitrici dei quarti di finale accedono alla fase finale. Per determinare gli accoppiamenti delle semifinali sarà stilata una classifica in base ai risultati ottenuti nei quarti di finale: la prima classificata affronta la quarta classificata e la seconda classificata affronta la terza classificata.
| Squadra     | Pt | G | V | N | P | GF | GS | DG |
| ----------- | -- | - | - | - | - | -- | -- | -- |
| Canada      | 6  | 2 | 2 | 0 | 0 | 4  | 0  | +4 |
| Stati Uniti | 6  | 2 | 2 | 0 | 0 | 5  | 2  | +3 |
| Panama      | 4  | 2 | 1 | 1 | 0 | 3  | 2  | +1 |
| Messico     | 3  | 2 | 1 | 0 | 1 | 4  | 2  | +2 |

#### Tabellone
|  | Semifinali | Semifinali  | Semifinali |         |        | 1º/2º posto | 1º/2º posto | 1º/2º posto |  |
|  |            |             |            |         |        |             |             |             |  |
|  | A2         | Stati Uniti | 0          |         |        |             |             |             |  |
|  | A2         | Stati Uniti | 0          |         |        |             |             |             |  |
|  | A3         | Panama      | 1          |         |        |             |             |             |  |
|  | A3         | Panama      | 1          |         | Panama | Panama      | 1           |             |  |
|  |            |             |            |         | Panama | Panama      | 1           |             |  |
|  |            |             | Messico    | Messico | 2      |             |             |             |  |
|  | A1         | Canada      | Messico    | Messico | 2      | 0           |             |             |  |
|  | A1         | Canada      |            |         |        | 0           |             |             |  |
|  | A4         | Messico     | 2          |         |        | 3º/4º posto | 3º/4º posto | 3º/4º posto |  |
|  | A4         | Messico     | 2          |         |        |             |             |             |  |
|  |            |             |            |         |        |             |             |             |  |
|  |            |             |            |         |        | Stati Uniti | Stati Uniti | 1           |  |
|  |            |             |            |         |        | Stati Uniti | Stati Uniti | 1           |  |
|  |            |             |            |         |        | Canada      | Canada      | 2           |  |

#### Semifinali
| Arbitro: | Oshane Nation |

|  |           |                |
|  | Marcatori | 90+4’ Waterman |

| Arbitro: | Said Martínez |

|  |           |                 |
|  | Marcatori | 1’, 75’ Jiménez |

#### Finale 3º posto
| Arbitro: | Katia Itzel Garcia |

|                         |           |              |
| Oluwaseyi 27’ David 59’ | Marcatori | 35’ Agyemang |

#### Finale
| Arbitro: | Mario Escobar |

|                          |           |                           |
| Jiménez 8’, 90+2’ (rig.) | Marcatori | 45+2’ (rig.) Carrasquilla |